# 銀盞站
银盏站是位于中國广东省清远市清城区的铁路车站，為广清城际铁路的中途站，於2020年11月30日啟用。

## 车站结构

### 车站楼层
銀盞站为三層侧式站台站。车站周边为广清大道、新银盏温泉度假村和磁浮清远长隆站。
| 地上三层 | 侧式站台 | 侧式站台                            | 侧式站台 | 侧式站台 |
|          | 2站台    | 广清城际 花都方向（下站：獅嶺）     |          |          |
|          | 1站台    | 广清城际 飞霞方向（下站：龍塘鎮）   |          |          |
|          | 侧式站台 |                                     |          |          |
| 地上二层 | 候车厅   | 检票口 通道前往清远长隆站（未启用） |          |          |
| 地面     | 站厅     | 进出站口、售票处                    |          |          |

### 出入口
银盏站设有2个出入口。初期仅开放B口，清远磁浮旅游专线正式开通后再开放A口。
|                                 |      |      |          |                             |
| 编号                            | 设施 | 照片 | 出口指示 | 建议前往的目的地            |
| A                               | 同层 |      | 广清大道 | 清远长隆站 公交：城际银盏站 |
| B                               | 同层 |      | 广清大道 | 新银盏温泉度假村            |
| 註： 設有 \| 設有 \| 設於同一層 |      |      |          |                             |

## 图集

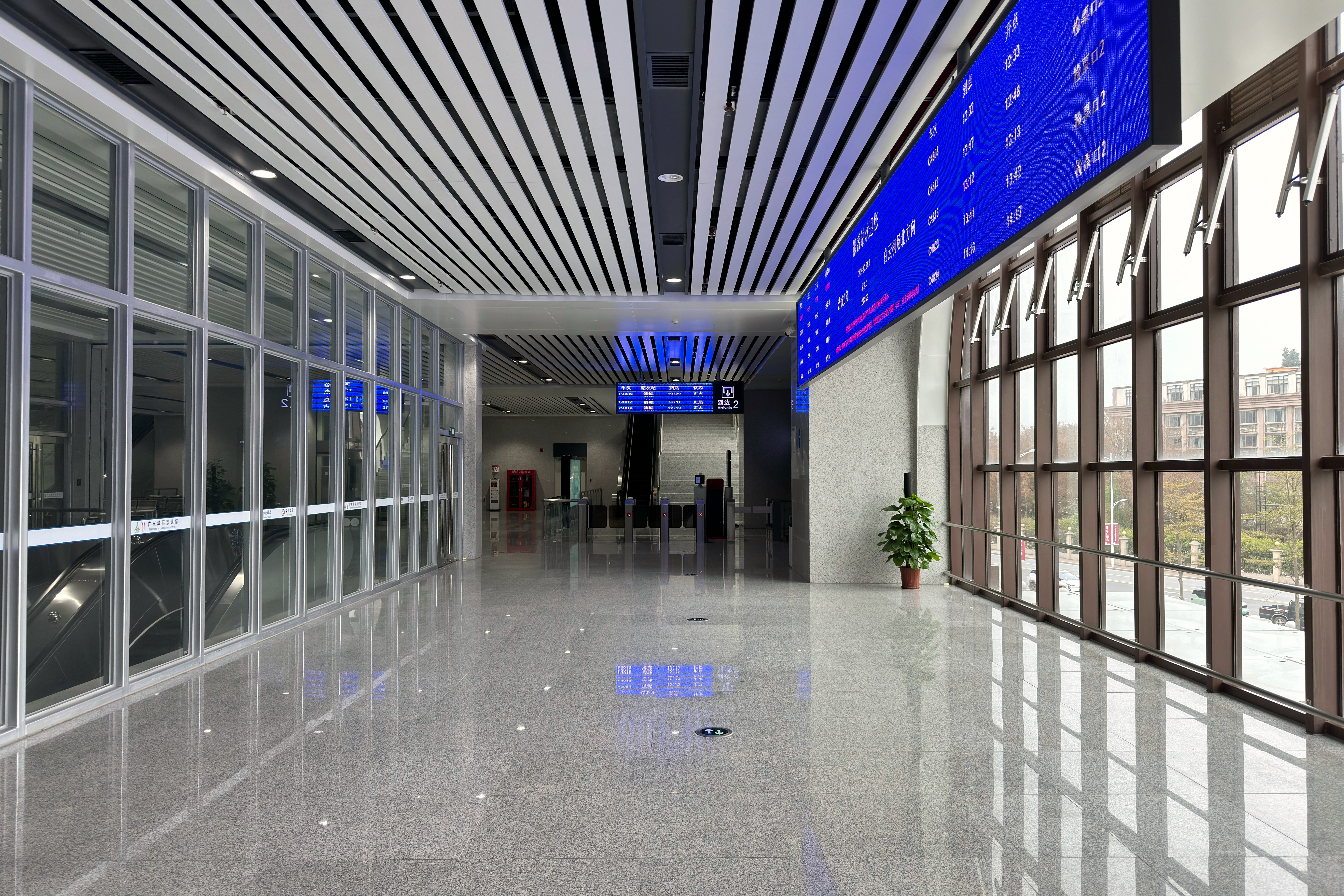
二层候车厅
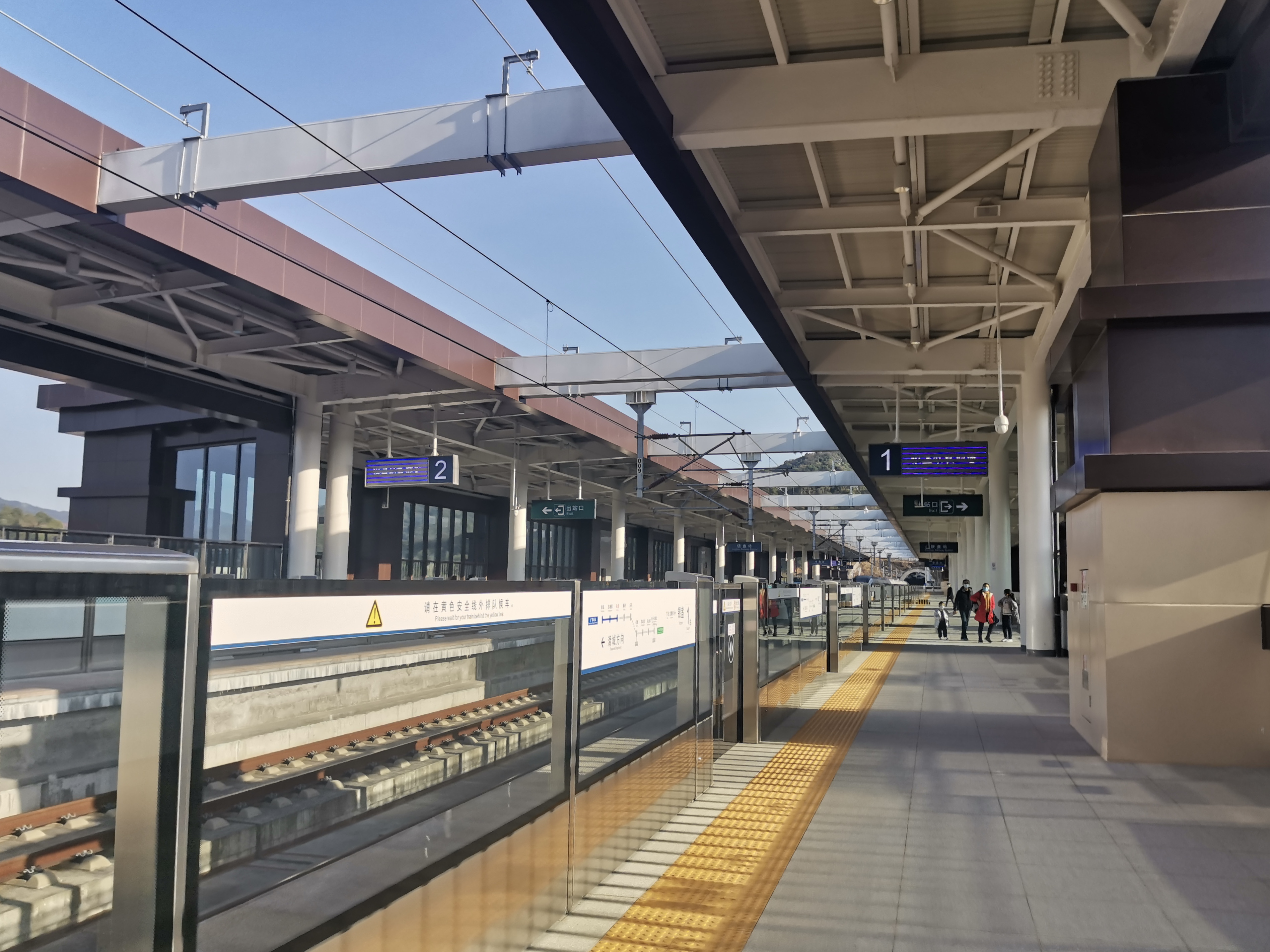
月台
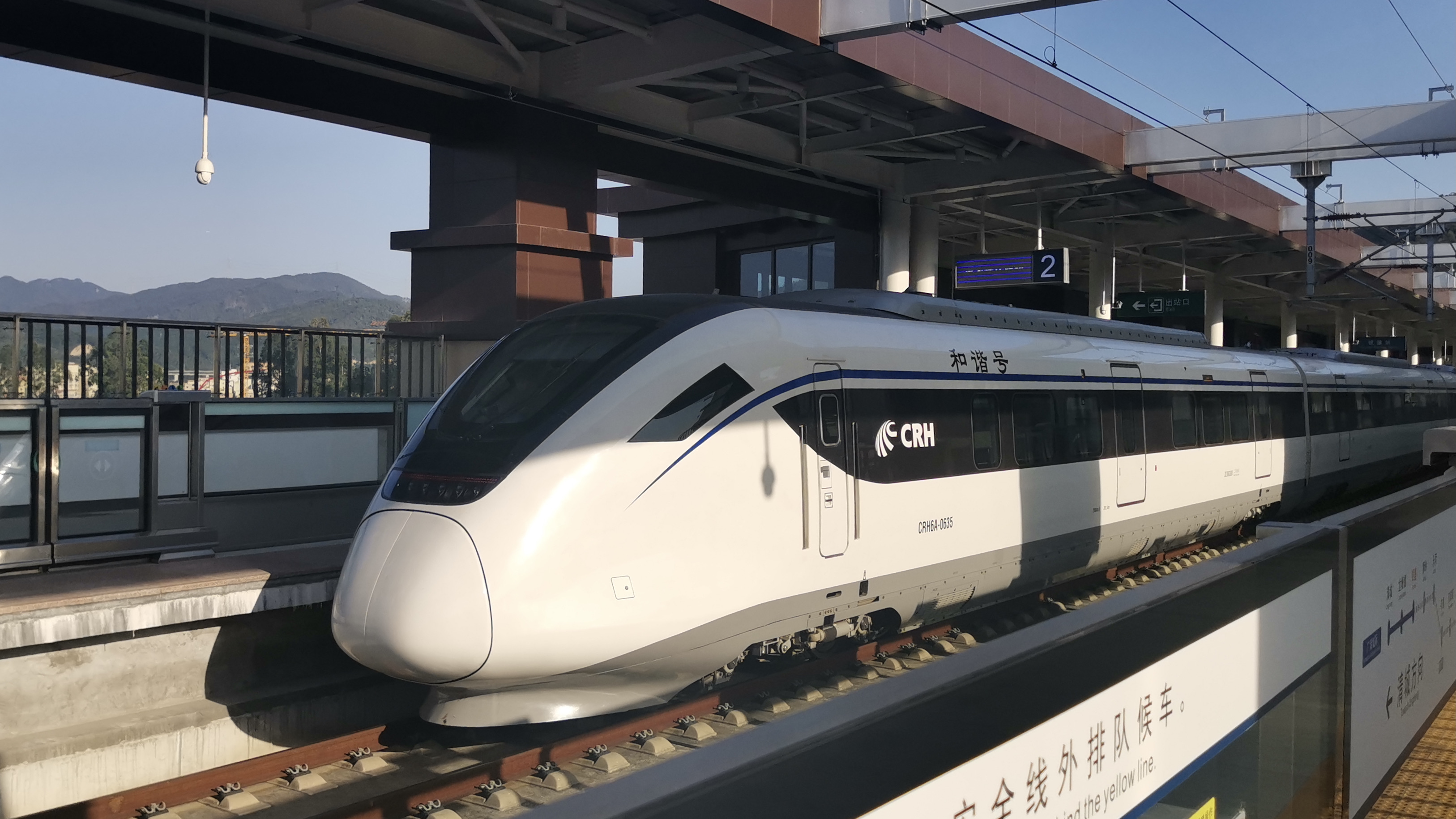
CRH6A动车组在本站
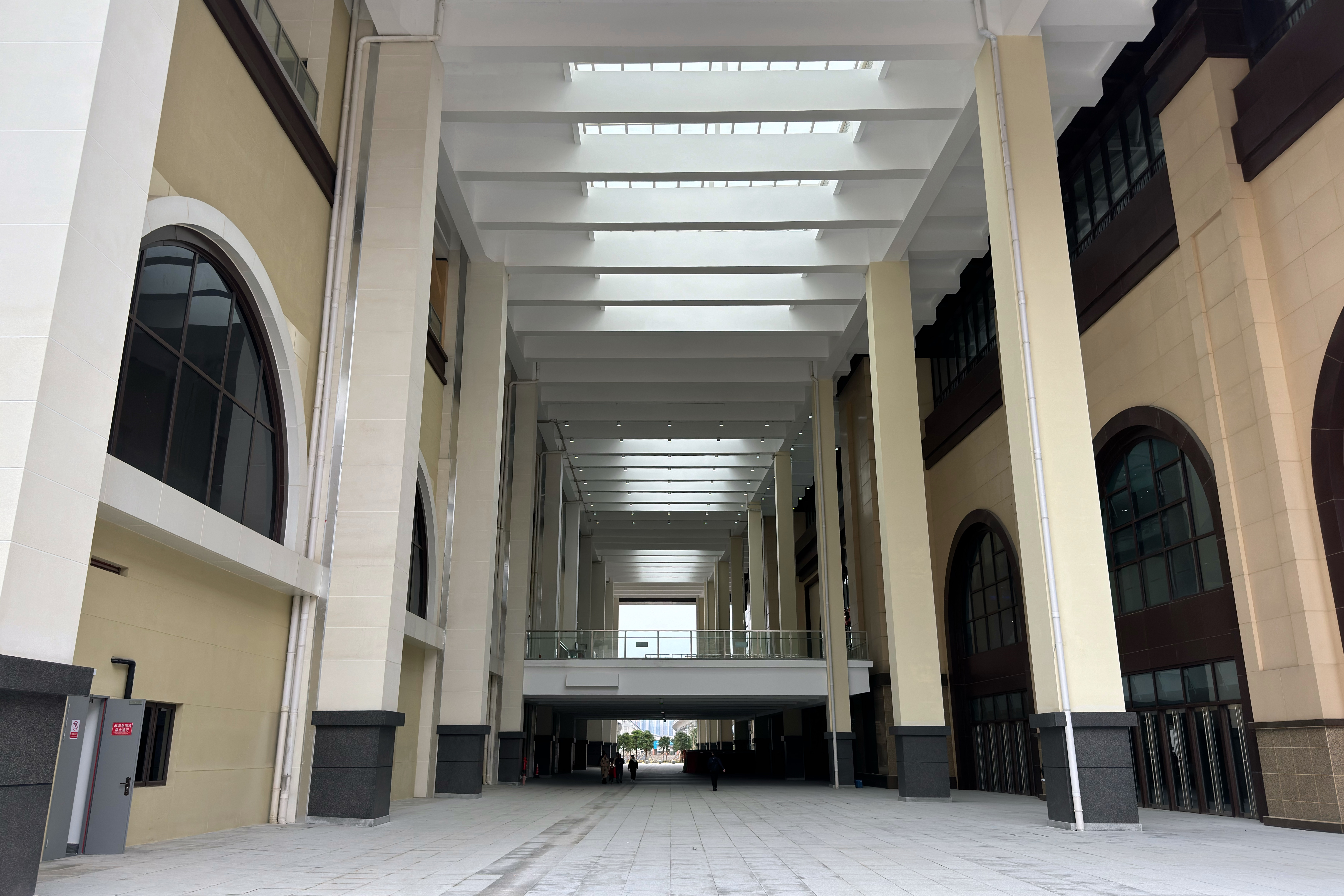
本站与磁浮银盏站的连接通道（2024年2月）

## 历史
2020年11月30日，本站随广清城际铁路开通而启用。

## 接駁交通
- 公交（城轨银盏站）：225、226、226快线、235
- 磁悬浮（清远长隆站）：清远磁浮旅游专线